# Katinka Storm
Katinka Storm (Aarnes, Akershus, 18 november 1887 – ?) was een Noorse mezzosopraan.
In 1920 huwde ze de Britse adellijke Arthur Squire Foxall (1871-1950) en vertrok met hem naar Hartlepool.
Ze kreeg haar muzikale opleiding van Wilhelm Kloed en in Oslo van Ellen Gulbranson. In de jaren 1913 en 1914 kreeg ze onderricht in Bayreuth van Karl Kittel. Ook kreeg ze nog lessen van Vilhelm Herold in Kopenhagen. Aan het eind van die periode speelde en zong ze een van de Valkürerollen in Die Walküre van Richard Wagner tijdens de Bayreuther Festspiele van dat jaar. Ze was echter niet alleen operazangeres, want in 1914 maakte ze ook haar debuut als zangeres van liederen. In de seizoenen 1918/1919 tot en met 1920/1921 maakte ze deel uit van het operagezelschap Opéra-Comique in Oslo, dat in 1921 ter ziele ging. Na haar huwelijk en vertrek naar Engeland trad ze nog maar zelden op.
Enkele concerten:
- 1914: Ortlinde in Die Walküre met Ellen Gulbrandson als Brünhilde en Agnes Hanson-Hvoslef als Fricka.
- 23 november 1914: debuutconcert in Oslo met medewerking van Thora Bratt en Johan Backer Lunde; ze zong onder meer aria’s van Richard Wagner en liederen van Edvard Grieg; "een grootse, krachtige stem", aldus recensent Hjalmar Borgstrøm in de Aftenposten van de dag erna.
- 10 augustus 1917: in Carmen in het Nationaltheatret voor het 40-jarig jubileum van Gina Oselio.
- 1918: aantal concerten in Oslo met opera-aria’s van Richard Wagner onder leiding van Johan Halvorsen.
- 31 mei 1920-18 januari 1921: rol van Eerste dame in Die Zauberflöte; van 19 tot en met 23 januari 1921 (laatste uitvoering) werd ze vervangen door Kirsten Flagstad, die deze rol nooit meer zou spelen.

- Gemeinsame Normdatei: 133673243
- Virtual International Authority File: 77510374